# Payroux
Payroux ist eine französische Gemeinde mit 463 Einwohnern (Stand 1. Januar 2022) im Département Vienne in der Region Nouvelle-Aquitaine (vor 2016 Poitou-Charentes). Die Gemeinde gehört zum Arrondissement Montmorillon und zum Kanton Civray (bis 2015 Charroux). Die Einwohner werden Payrousiens genannt.

## Lage
Payroux liegt etwa 48 Kilometer südsüdöstlich von Poitiers am gleichnamigen Fluss Payroux, bei dessen Einmündung in den Clain. Ganz im Nordosten verläuft das Flüsschen Drion (Fluss). Umgeben wird Payroux von den Nachbargemeinden Jossé im Norden und Nordwesten, Château-Garnier im Norden, Usson-du-Poitou im Nordosten, Saint-Martin-l’Ars im Osten, Mauprévoir im Süden und Südosten, Charroux im Südwesten sowie La Chapelle-Bâton im Westen und Südwesten.

## Bevölkerungsentwicklung
| Jahr                      | 1962 | 1968 | 1975 | 1982 | 1990 | 1999 | 2006 | 2013 |
| Einwohner                 | 655  | 552  | 526  | 551  | 528  | 501  | 516  | 499  |
| Quelle: Cassini und INSEE |      |      |      |      |      |      |      |      |

## Sehenswürdigkeiten
Siehe auch: Liste der Monuments historiques in Payroux
- Kirche Notre-Dame
- Schloss Payroux
- Schloss La Touche aus dem 19. Jahrhundert

## Persönlichkeiten
- Robert Charroux (1909–1978), Parawissenschaftler
- Jean-Claude Beaulieu (* 1944), Chirurg, Politiker (UMP)